# Daisy Shah
Daisy Shah (Bombay, 25 augustus 1984) is een Indiaas actrice, model en danseres die voornamelijk in Hindi en Kannadatalige films speelt.

## Biografie
Aan het begin van haar filmcarrière danste Shah als achtergronddanseres voor verschillende films en werkte als assistent van choreograaf Ganesh Acharya in films als Zameen (2003) en Khakee (2004), ze begon later met modellenwerk, fotoshoots en gedrukte advertenties. Kannada-regisseur Harsha benaderde haar voor de film Chingari, dat vertraging opliep en zij eruit stapte. Ze maakte haar acteerdebuut als hoofdrolspeelster met de Kannada film Badra (2011) en haar debuut als hoofdrolspeelster in de Hindi filmindustrie met het commercieel succesvolle Jai Ho (2014).

## Filmografie

### Films
| Jaar | Film                  | Rol             | Taal              | Opmerking                             |
| ---- | --------------------- | --------------- | ----------------- | ------------------------------------- |
| 2007 | Pori                  |                 | Tamil             | in nummer "Jigina Pesinenna Pothu"    |
| 2010 | Vandae Maatharam      | haarzelf        | Malayalam / Tamil | gastoptreden                          |
| 2010 | Khuda Kasam           |                 | Hindi             | in nummer "Neeli Lugadi"              |
| 2011 | Bhadra                | Kavya           | Kannada           |                                       |
| 2011 | Bodyguard             | Ammu            | Kannada           |                                       |
| 2013 | Gajendra              |                 | Kannada           |                                       |
| 2013 | Bloody Isshq          |                 | Hindi             | in nummer "Danger Hai Laila"          |
| 2013 | Bachchan              |                 | Kannada           | in nummer "Mysore Pakalli"            |
| 2014 | Jai Ho                | Rinky Shah      | Hindi             |                                       |
| 2014 | Spark                 |                 | Hindi             | in nummer "Meri Jawani Sode Ki Botal" |
| 2014 | Aakramana             | Nireeksha       | Kannada           |                                       |
| 2015 | Hate Story 3          | Kaya Sharma     | Hindi             |                                       |
| 2016 | Begum Jaan            | Uzma            | Urdu              | korte film                            |
| 2017 | Ramratan              | Ratan R. Rathod | Hindi             |                                       |
| 2018 | Race 3                | Sanjana Singh   | Hindi             |                                       |
| 2019 | Gujarat 11            | Divya Chauhan   | Gujarati          |                                       |
| 2023 | Mystery of the Tattoo | Aathmika        | Hindi             |                                       |

### alsFilmcrew
- Alle films zijn in het Hindi tenzij anders aangegeven.

| Jaar | Film                                  | Rol                                                  |
| ---- | ------------------------------------- | ---------------------------------------------------- |
| 2002 | Chor Machaaye Shor                    | achtergronddanseres in "Pehen Ke Chola Jawaani Wala" |
| 2003 | Tere Naam                             | achtergronddanseres in "Lagan Lagi"                  |
| 2003 | Ek Aur Ek Gyarah: By Hook or by Crook | assistent choreograaf                                |
| 2003 | Zameen                                | assistent choreograaf                                |
| 2004 | Masti                                 | achtergronddanseres in "Masti"                       |
| 2004 | Khakee                                | assistent choreograaf                                |
| 2005 | Garam Masala                          | achtergronddanseres in "Kiss Me Baby"                |
| 2006 | Humko Deewana Kar Gaye                | achtergronddanseres in "Rockstar"                    |
| 2008 | Money Hai Toh Honey Hai               | mede-choreograaf                                     |
| 2009 | Horn Ok Pleasss                       | assistent choreograaf                                |
| 2010 | Department                            | achtergronddanseres in "Thodi Si Jo Pee Lee Hai"     |